# Henri Avaert

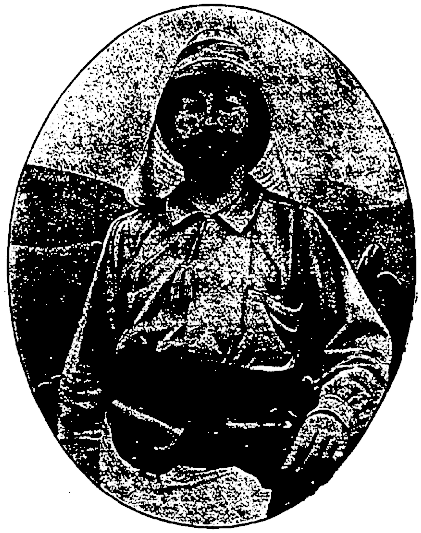
Henri Michel Eugène Avaert

Henri Michel Eugène Avaert (* 4. Oktober 1851 in Saint-Josse-ten-Noode
, Belgien; † 2. Januar 1923 in Bonn) war ein belgischer Soldat, Forschungsreisender und Kolonialadministrator, der unter anderem ab Mitte der 1880er Jahre für den belgischen König Leopold II. im Kongo-Freistaats diente. Er beendete seine Karriere als Generalmajor.

## Biographie

### Frühe Jahre (1851–1882)
Avaerts Eltern waren Richard-Joseph Avaert und Léocadie Monier. Er trat am 6. September 1867 der belgischen Armee bei und wurde am 15. Dezember 1873 zum Leutnant der Infanterie ernannt. Am 25. Dezember 1878 wurde er zum Kriegsministerium abgeordnet. Am 24. Dezember 1879 erhielt er als Oberleutnant die Kommandierung zum 5. Linienregiment. Am 7. Februar 1882 wurde er in den Dienst der Association internationale du Congo überstellt.

### Erste Reise im Kongo (1882–1883)
Avaert verließ Antwerpen am 15. August 1882 zusammen mit Camille-Aimé Coquilhat, Émile Parfonry und dem Buchhalter Brunfaut und erreichte Banana am 22. September 1882. Die Gruppe reiste weiter nach Vivi bis zum 27. September 1882, wo Alexander von Danckelman Avaert der Station Manyanga zuteilte. Avaert reiste im Oktober zunächst bis Isangila und dann per Schiff nach Manyanga. Hier erkrankte Avaert, konnte aber mit einer Kombination aus Morphium und Chinin behandelt werden und kehrte mit dem Dampfer Royal nach Isangila zurück.
Dort traf Avaert Henry Morton Stanley, zu der Zeit Oberbefehlshaber im Kongo-Freistaat, der ihn beauftragte, in Isangila zu bleiben, das die Basis für die von Edmond Hanssens geleitete Niari-Kwilu-Expedition sein sollte. Avaert beauftragte lokale Arbeiter aus den umliegenden Dörfern, ein Haus für die Europäer zu bauen. Sein Gesundheitszustand blieb indes schlecht und am 16. August 1883 wurde er durch Guillaume Van Kerckhoven ersetzt. Er kehrte über Vivi und Banana zurück und erreichte Belgien am 8. Dezember 1883. Er trat in sein altes Regiment ein, wurde jedoch zum Studieninspektor der Militärschule ernannt und dann an das Kartografische Institut abgeordnet.

### Spätere Amtszeiten im Kongo (1886–1889)

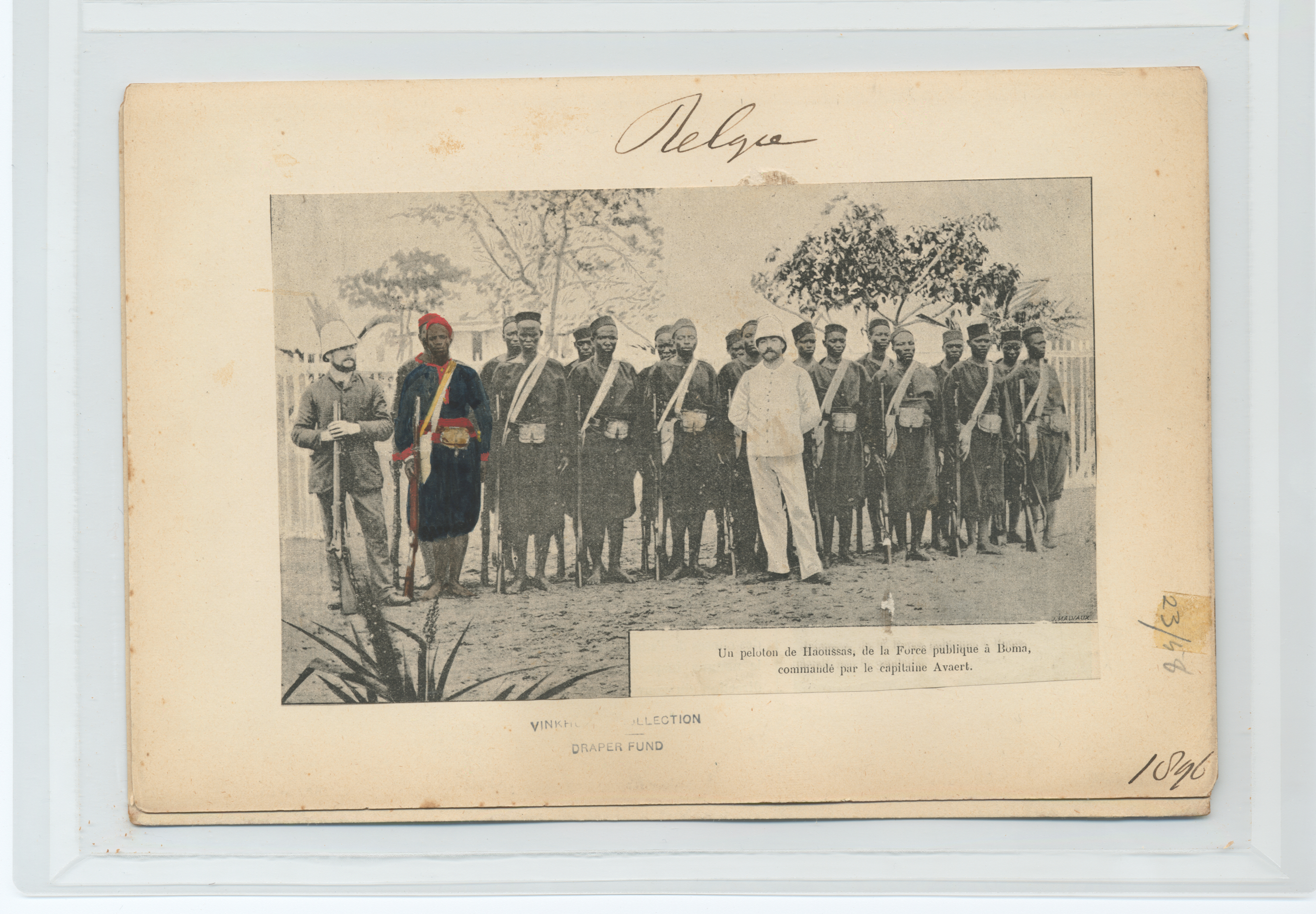
Ein Zug Hausas der Force Publique in Boma, kommandiert von Captain Avaert

Schon bald beantragte Avaert die Rückkehr nach Afrika. Er reiste von Rotterdam aus und erreichte Banana am 13. März 1886. Er machte sich auf den Weg nach Vivi, wurde aber nach Boma geschickt, wo die Zentralverwaltung des neuen Kongo-Freistaats inzwischen eingerichtet worden war. Avaert wurde zum Stellvertreter von Léon Roget ernannt, um bei der Organisation des ersten Kontingents der sog. Force Publique aus 75 Bangalas zu helfen, die dann von Van Kerckhoven im Bas-Congo eingesetzt wurden. Er wurde auch als Offizier zum Berufungsgerichts abgeordnet, erhielt die Leitung der Mission nach Massabi im portugiesischen Territorium Cabinda und wurde beauftragt, den Ausbau eines Verbindungswegs von Vivi nach Manyanga zu leiten. Im Dezember 1886 nahm Camille Van den Plas als Assistent von Avaert an der Expedition nach Manyanga teil und war für die Evakuierung von Vivi verantwortlich.
Avaert verließ den Kongo im Mai 1887 erneut in Richtung Belgien. Dort erhielt er am 26. März 1888 die Beförderung zum Hauptmann. Am 24. August 1888 brach er erneut nach Afrika auf und kam am 21. September 1888 in Boma an, wo er von Roget das Kommando über die Force Publique übernahm. Ihm zur Seite standen die Leutnants Fiévez, Debergh und Léon Hanolet, 13 belgische Unteroffiziere und Soldaten sowie 28 Hausa- und Bangala-Ausbilder. Er führte eine erfolgreiche Aktion gegen den Stamm der Mussorongo, der Gewerbebetriebe im Kongodelta geplündert hatte. Eine Batterie 7,5-cm-Kanonen erwies sich dabei als entscheidend. Im Oktober 1889 kehrte Avaert nach Belgien zurück.

### Spätere Laufbahn (1890–1923)
Avaert wurde dem Innenministerium zugeteilt und am 27. Mai 1890 auf eine Sondermission nach Ägypten entsandt. Am 25. Juni 1891 wurde er zum Captain-Commander ernannt. Am 21. August 1891 wurde er auf einer weiteren Sondermission nach Mosambik geschickt und kehrte am 3. Dezember 1891 nach Europa zurück. Anschließend diente er im 3. Linienregiment, in dem er bis Juni 1906 die Beförderungen zum Major, Oberstleutnant und Oberst erhielt. Am 26. März 1910 übernahm Avaert das Kommando über die 9. Infanteriebrigade und wurde in dieser Dienststellung am 26. Juni 1910 zum Generalmajor ernannt. Am 8. Dezember 1913 wurde er in den Ruhestand versetzt.
Noch im März 1914 war er im Reservekader geführt, nahm jedoch nicht am Ersten Weltkrieg teil. Nach dem Krieg war er noch in der Führung der Armee-Reserve tätig.

## Ehrungen und Auszeichnungen
Avaert war Träger einiger Auszeichnungen, darunter:
- Kommandeur des belgischen Leopoldordens;
- Kommandeur des belgischen Kronenordens;
- belgisches Militärkreuz 1. Klasse;
- Médaille commémorative du règne du roi Léopold II;
- Étoile de Service;
- Mecidiye-Orden, IV. Klasse.

## Veröffentlichung
Unter der Leitung von Avaert entstand die Übersetzung von Sidney Langford Hindes Buch The Fall of the Congo Arabs (Methuen & Co. London).